# Груди Терезия
«Груди Терезия» (фр. Les mamelles de Tirésias) — комическая опера (фарс) Франсиса Пуленка по одноимённой пьесе Гийома Аполлинера в двух действиях с прологом. Опера написана в 1945 году, впервые исполнена в 3 июня 1947 года в «Опера-комик» в Париже (дирижёр Альбер Вольф).
«Груди Терезия» — весёлая опера-оперетта, почти мюзикл, выразила удивительное чувство юмора Пуленка.

## История создания
Писатели-авангардисты любили собираться в «Доме друзей книг» (Maison des Amis des Livres) — книжном магазине Адриенны Монье. Здесь бывали Аполлинер, Жакоб, Элюар, Арагон. Аполлинер, незаконнорождённый сын польской дворянки, был заметной фигурой в богемной жизни Монпарнаса. Благодаря ему появился термин «сюрреализм» и приобрёл известность первый представитель этого течения Анри Руссо. В июне 1917 года на первом представлении «сюрреалистической драмы» Аполлинера «Груди Терезия» в театре на Монмартре присутствовали Кокто, Дягилев, Мясин, Матисс, Пикассо, Сати, был здесь и молодой Пуленк. Много лет спустя Пуленк говорил, что был шокирован этим фарсом, ему не могло бы даже присниться, что когда-то он положит его на музыку. Вместе с тем, Пуленк называл «Груди Терезия» «самым подлинным из того, что написал».
Первым произведением Пуленка на стихи Аполлинера стал вокальный цикл «Бестиарий» (La Bestiaire, 1919). Пуленк вновь обратился к творчеству поэта в 1936 году в хоровом произведении «Семь песен». В 1930-е годы он начал задумываться о создании оперы по пьесе «Груди Терезия». В 1935 году с согласия вдовы Аполлинера адаптировал текст пьесы для либретто и в 1939 году начал работу над музыкой. Бо́льшая часть произведения написана на одном дыхании с мая по октябрь 1944 года в загородном доме Пуленка Нуазей. Хотя пьеса была создана в 1903 году, её первое представление состоялось в разгар Первой мировой войны, и Аполлинер отредактировал текст, добавив мрачный пролог. Пуленк сумел отразить в опере и фарс, и трагедию пьесы Аполлинера. Критик Джереми Сэмс писал, что за весёлой кутерьмой в опере скрывается глубокая и трагическая мысль о необходимости возродить народ опустошённой войной Франции.
Название комедии Аполлинера и оперы Пуленка отсылает к древнему мифу о Терезии, слепом старце, пережившим чудесное превращение: часть своей долгой жизни он прожил женщиной, а другую — мужчиной. С одобрения мадам Аполлинер, Пуленк изменил время и место действия: «Я выбрал 1912 год, потому что это было время первых героических сражений Аполлинера за кубизм … Занзибар я заменил на Монте-Карло, чтобы уйти от экзотики, а еще потому, что в Монте-Карло — который я обожаю и где Аполлинер провёл первые 15 лет своей жизни, — вполне достаточно тропической экзотики для таких парижан, как я». По словам Пуленка, Монте-Карло стал для него Занзибаром. Декорации первой постановки изображали городок в южной Франции, при этом, согласно либретто, действие оперы происходит в Занзибаре.

## Музыка
В музыкальном тексте оперы Пуленк использовал традиционные номерные формы — сольные арии, дуэты, хоры в духе старых народных песен. Встречаются всевозможные танцевальные ритмы: вальс, полька, галоп, павана, гавот. Неожиданные повороты сюжета раскрываются частой сменой темпов и ритмов в музыке, чередованием жанров и форм. Каминский пишет, что музыка оперы, подобно музыке Оффенбаха, Шабрие и «Испанскому часу» Равеля, захватывает слушателя потоком «миниатюр и виньеток», танцев и обрывков лирических мелодий, в том числе ариетт в стиле комической оперы или хоралов (после дуэли).

## Постановки
Оперу приняли к постановке в «Опера-комик» в 1945 году, но премьера состоялась не сразу: возникла проблема с поиском исполнительницы главной роли. Дениз Дюваль, актрису из «Фоли-Бержер», выбрал лично Пуленк. Премьера оперы состоялась в Опера-комик в Париже 3 июня 1947 года, в великолепных декорациях и костюмах, созданных Эрте. В премьерной постановке придумали яркий символ: груди Терезы превратились в воздушные шарики и улетели в небо, символизируя превращение женщины в мужчину. Этот сценический приём стал своего рода театральной традицей.
Оперу вновь поставили в Париже в 1972 году, затем в Лилле в 1985 и в Сент-Этьене в 1989. Вне Франции «Груди Терезия» представляли в Массачусетсе в 1953 году, в Базеле в 1957 году. В 1958 году Олдборо оперу исполнили в авторской аранжировке для двух фортепиано. Оперу ставили в Филадельфии в 1959 году, в Нью-Йорке в 1960 году, в Милане в 1963 году, в Лондоне в 1979 году, в Дюссельдорфе в 1982 году, в Токио в 1985 г.. В сезоне 1982/83 года «Груди Терезия» поставили в Метрополитен-опера, а в Эрмитажном театре в Санкт-Петербурге — в 2010 году. В театре Лисеу в Барселоне «Груди Терезия» были в репертуаре сезона 2009/10 года.

## Действующие лица
| роль                 | тип голоса                  | исполнители на премьере 3 июня, 1947 (дирижёр: Альберт Вольф) |
| -------------------- | --------------------------- | ------------------------------------------------------------- |
| директор театра      | баритон                     | Робер Жанте                                                   |
| Тереза / Терезий     | сопрано                     | Дениз Дюваль                                                  |
| её муж               | баритон (иногда поёт тенор) | Поль Пайен                                                    |
| мсье Лакуф           | тенор                       | Альбан Дерроя                                                 |
| мсье Престо          | баритон                     | Марсель Ено                                                   |
| жандарм              | баритон                     | Эмиль Руссо                                                   |
| продавец газет       | меццо-сопрано               | Джейн Этти                                                    |
| репортер из Парижа   | тенор                       | Серж Райе                                                     |
| сын                  | баритон                     | Жак Ивер                                                      |
| элегантная дама      | меццо-сопрано               | Ирена Громова                                                 |
| женщина              | меццо-сопрано               | Ивонн Жирар-Дюси                                              |
| бородатый джентльмен | бас                         | Габриэль Жюйя                                                 |
| народ Занзибара      |                             |                                                               |

## Содержание
В коротком прологе директор театра рассказывает о спектакле и обещает представить публике моралистскую пьесу о необходимости иметь детей.

### Акт 1
Эксцентричная Тереза не желает покорно посвящать жизнь зачатию и рождению детей и становится мужчиной, Терезием. Мужу Терезы это совсем не нравится, к тому же она заставляет его одеться женщиной.
Тем временем пара пьяных картёжников Престо и Лакуф убивают друг друга; горожане оплакивают их. Терезий объявляет себя генералом и отправляется на завоевания, оставив мужа на попечение жандарма, введённого в заблуждение его женским платьем.
Генерал Терезий начинает успешную кампанию против рождения детей и становится популярным. Обеспокоенный тем, что Франция обезлюдеет, если женщины откажутся от секса, муж Терезия клянётся найти способ рожать детей без участия женщин. Воскресшие Лакуф и Престо слушают его с интересом и недоверием.

### Акт 2
Занавес поднимается под крики «папа!» Планы мужа увенчались успехом, и он родил 40049 детей за один день. Журналист из Парижа интересуется, как он думает прокормить своё потомство, но муж уверяет, что все дети весьма успешны в искусствах и сделали его богатым человеком.
Жандарм сообщает, что из-за перенаселения граждане Занзибара умирают от голода. Муж предлагает напечатать продуктовые карточки на картах Таро. Внезапно появляется гадалка и пророчествует, что многодетный муж станет мульти-миллионером, а бездетный жандарм умрет в крайней бедности. Разъяренный жандарм хочет арестовать её, но та открывает лицо. Оказывается, под маской гадалки скрывалась Тереза. Пара примиряется и все исполнители с авансцены обращаются к зрителям с призывом: «Французы, рожайте детей!»

## Записи
- 1954: Опера-Комик, дирижёр Клюитанс; Дюваль, Легуи, Жиродо (Angel Records)
- 1998: Saito Kinen Orchestra, опера Токио, дирижёр Озава; Лафон, Фушекур, Гетц, Кларк (Philips Classics)
- 2002: Метрополитен-опера, дирижёр Ливайн; Артета, де Нис, Патриарко, Свенсон, Уайт (The Metropolitan Opera)
- 2003: Nieuw Ensemble, Opera Trionfo, дирижёр Спаньярд; Арендс, Герман, Лонен, ван де Вёрд (Brilliant classics)